# 압레이차우

야리저우의 위치

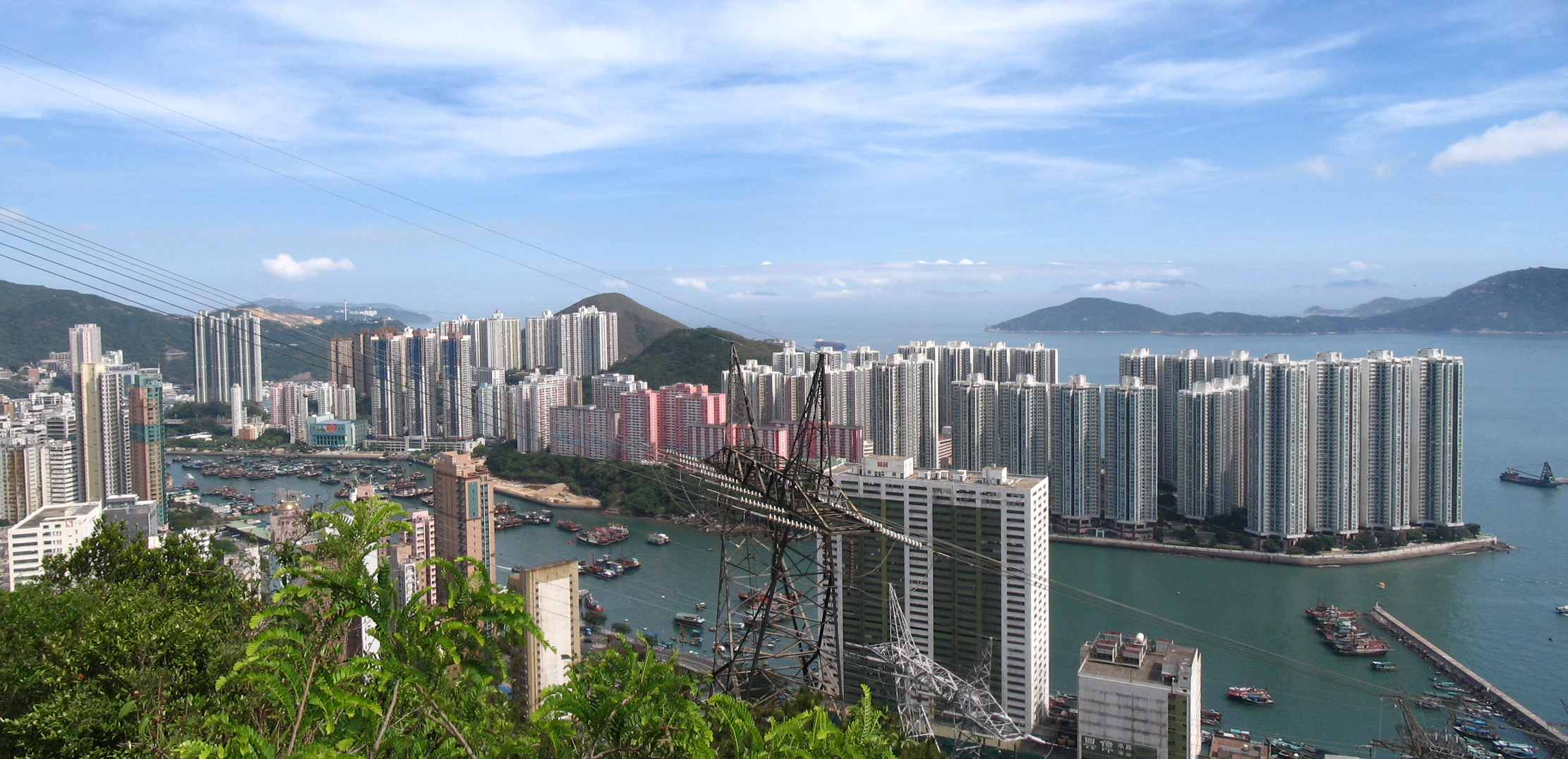
홍콩 통로 2 구역에서 본 야리저우

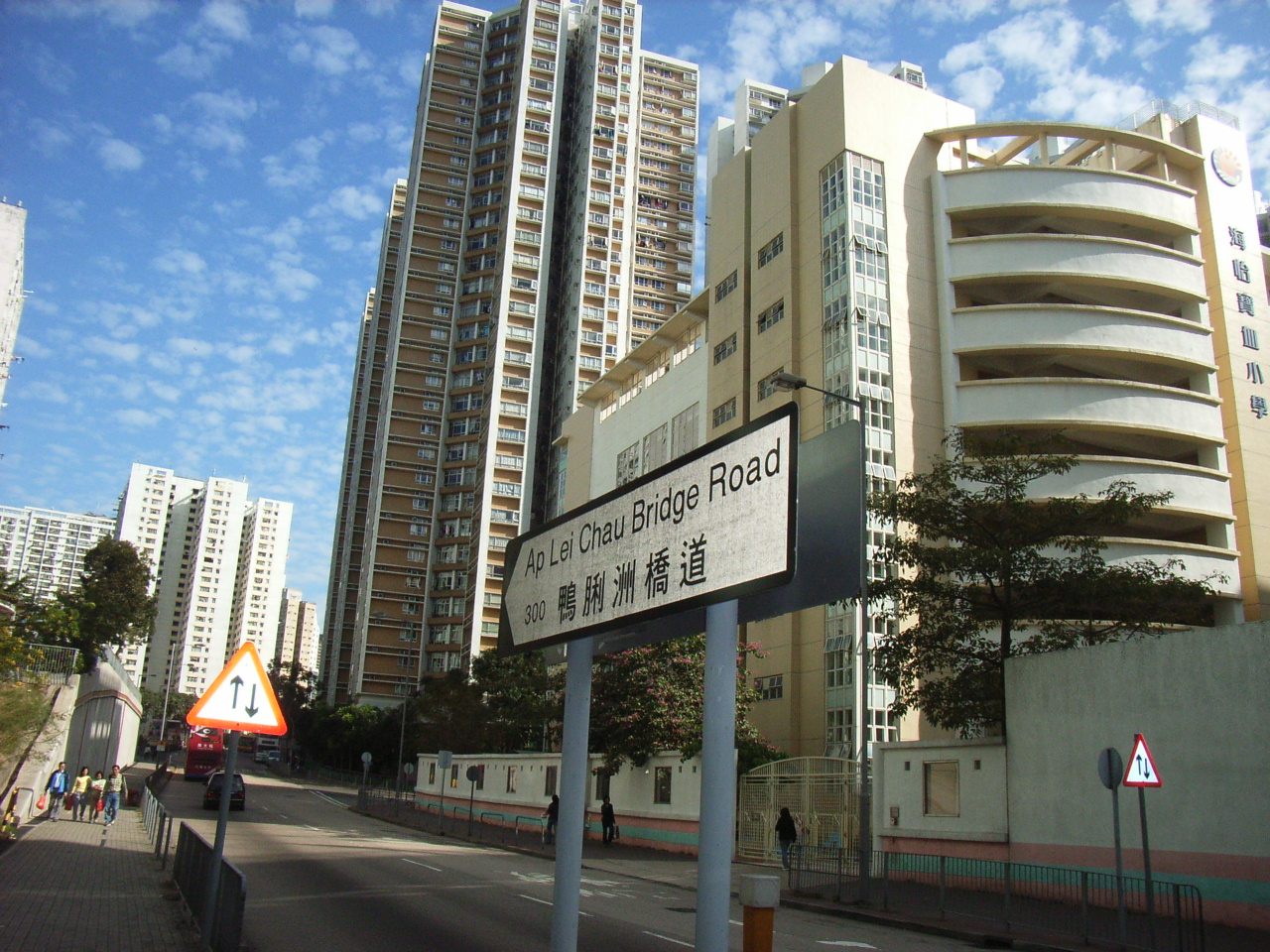
압레이차우의 거리

압레이차우 (중국어 정체자: 鴨脷洲), 또는 애버딘섬은 홍콩의 섬이다. 넓이는 1.32 km2이며, 홍콩섬의 남서부, 애버딘 항과 애버딘 해협 옆에 위치한다. 관리 상으로는 남구에 속한다. 세계에서 인구가 가장 밀집되어 있는 섬으로 알려져 있다.

## 역사
섬의 위치는 명나라 시대의 지도에서부터 기록되었다. 지도에는 샹강춘 (香港村)으로 표시되어 있으며, 이것을 토대로 이 섬에서 홍콩의 이름이 유래된 것임을 추측할 수 있다.
뛰어난 태풍 대피소를 제공하고 있는 야리저우는 제1차 아편 전쟁 이전에는 평범한 어촌이었다. 1841년 난징 조약이 체결되면서 영국은 홍콩과 함께 이 섬을 양도 받았고, 이때부터 섬에 대한 약간의 관리가 시작되었다.
1968년, 정부는 홍콩 섬 전체에 전력을 공급하기 위해 섬에 발전소를 건설하기 시작하였다. 1980년에는 섬과 홍콩 섬을 잇는 다리가 건설되면서, 이에 따라 급속한 경제 성장을 하게 되었다. 애버딘 대피소 화재 피해자들의 수용을 위한 공공 주택 단지도 지어졌다.
1989년에 발전소가 란마 섬으로 이전하면서, 기존의 발전소를 허물고 간척을 하여 그 장소를 사우스 호라이즌 주거 단지로 재개발하였다.

## 지리와 인구

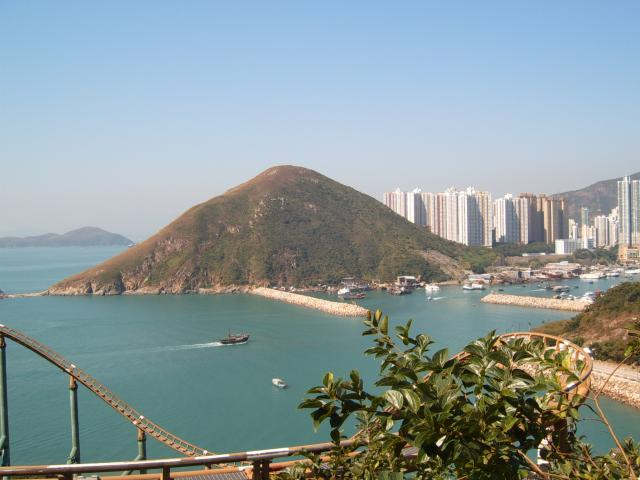
압레이차우의 존스턴 산

야리저우(압레이차우)의 이름은 섬의 형태가 오리의 혀와 닮았다고 하여 붙여진 것으로, 광둥어로 "압"은 오리를 뜻하고, "레이"는 혀, "차우"는 섬을 뜻한다. 인구수는 북부 지역이 가장 많은 반면, 남부 지역은 많이 밀집되어 있지 않다.
섬에서 가장 높은 산은 육콰이 산 (존스턴 산)이다.
주거 단지는 네 구역으로, 리탕 단지, 야리저우 메인 스트리트, 야리저우 단지, 사우스 호라이즌가 있으며, 각 단지는 몇몇의 고층 빌딩으로 구성되어 있다. 산업 단지는 섬의 남쪽 끝부분에 위치한다.
2007년 야리저우의 인구는 86,782명으로, 섬의 면적이 1.30 km2인 것을 토대로 하면 km2면적당 66,755명의 인구 밀도를 가지고 있으며, 세계에서 가장 높은 인구 밀도를 가진 섬이다.
또한, 홍콩 섬 남부의 대부분을 덮고 있는 야리저우 지층의 이름은 이 섬의 이름에서 비롯된 것이다.

## 관광지
메인 스트리트에 위치한 훙싱 사원은 매우 유명한 장소로, 1900년부터 이어져 오는 가장 오래된 사원 중의 하나이다.
사원의 위치는 이전 애버딘 경찰서 위치의 반대편 근처이다. 이 위치는 풍수에 따라서, 강력한 용이 경찰서에서 나오는 호랑이가 턱으로 위협하는 기세를 막도록 하였는데, 경찰서가 사라진 오늘날에도 여전히 그 자리를 지키고 있다.
섬에는 8번째 에스테이트 와이너리가 위치한 것으로도 알려져 있으며, 첫 번째 양조장은 홍콩에 있다.

## 교통수단
야리저우와 홍콩 섬은 압레이차우 다리의 4차선 도로로 이어져 있다. 이 다리는 1983년에 2차선으로 운영하다 1994년 4차선으로 확장되었다.
야리저우의 주요 대중 교통은 버스이다. 섬에는 총 다섯 개의 버스 터미널이 있다.
1. 야리저우 단지
2. 야리저우 정류장 (압레이차우 메인 스트리트)
3. 야리저우 산업 단지
4. 리탕 단지
5. 사우스 호라이즌

미니버스와 택시도 이용할 수 있으며, 야리저우 메인 스트리트와 애버딘을 오가는 정규 삼판도 오전 6시부터 정오까지 운행되고 있다.

## 같이 보기
- 스파이완
- 야리파이
- 홍콩의 섬
- 홍콩의 교통